# Pesaken
Pesaken (Limburgs: Peëzeke) is een buurtschap in de gemeente Gulpen-Wittem in de Nederlandse provincie Limburg. Pesaken ligt ten zuidwesten van Gulpen in het Gulpdal met ten westen van de plaats het riviertje de Gulp. Bij Pesaken mondt het droogdal Pesakerdal uit in het Gulpdal.
In 2003 telde Pesaken 60 inwoners en 25 boerderijen en woonhuizen. Veel hiervan zijn in gebruik als vakantiewoning. De naam van de buurtschap werd in de veertiende eeuw geschreven als Peipsacken en Pypsacken. De naam is waarschijnlijk afgeleid van een perceel in de vorm van een 'pijpzak' of doedelzak.
In Pesaken staan verschillende vakwerkhuizen en aan de Gulp bevindt zich een niet meer in gebruik zijnde watermolen, de Groenendalsmolen. Het Hof Wachtendonck, dat ooit in het bezit was van de heren van Neubourg, bevat nog gedeelten uit de vijftiende eeuw. In de buurtschap lag het huis Rosendaal.

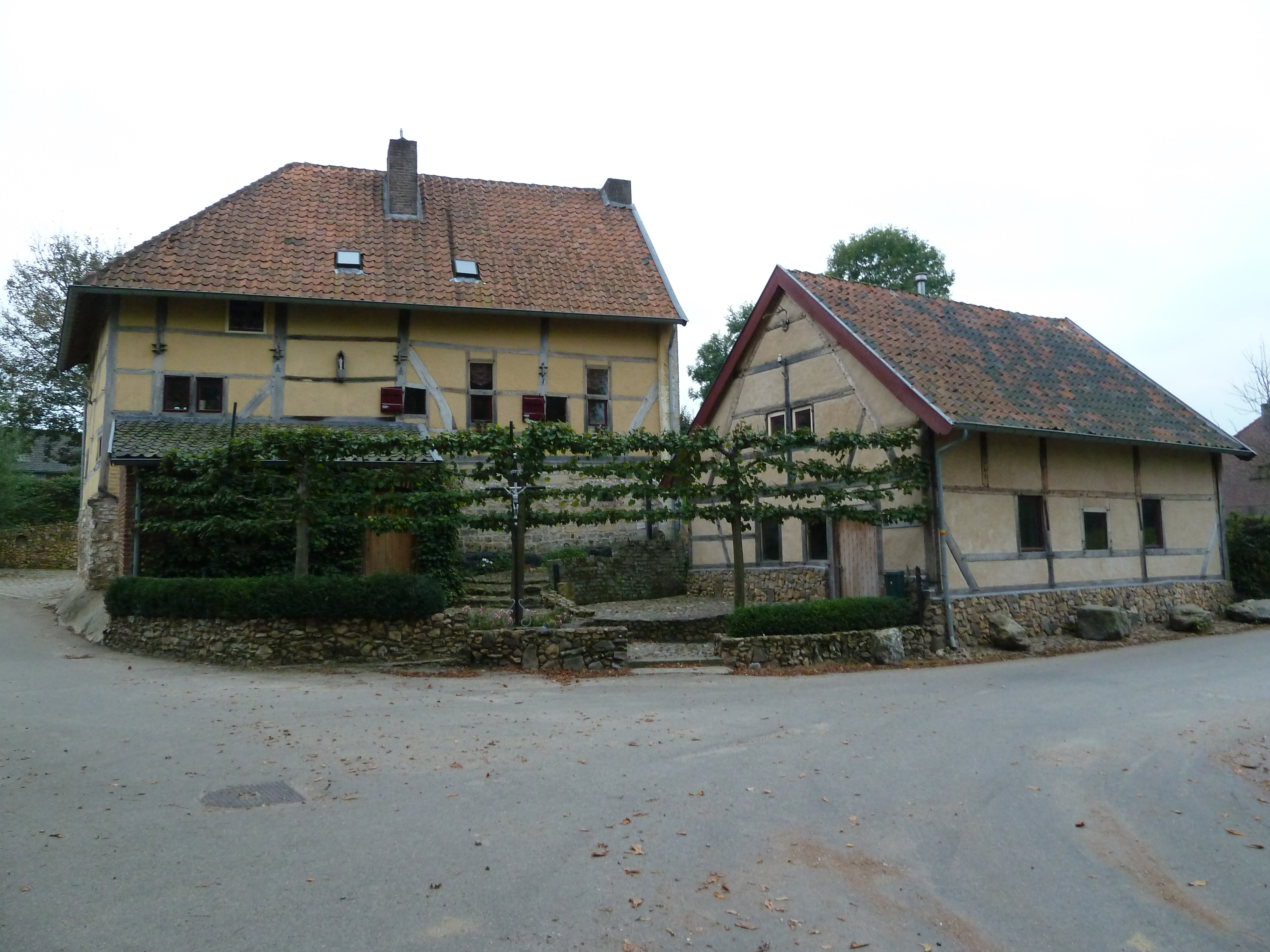
Vakwerkhuis in Pesaken (rijksmonument)
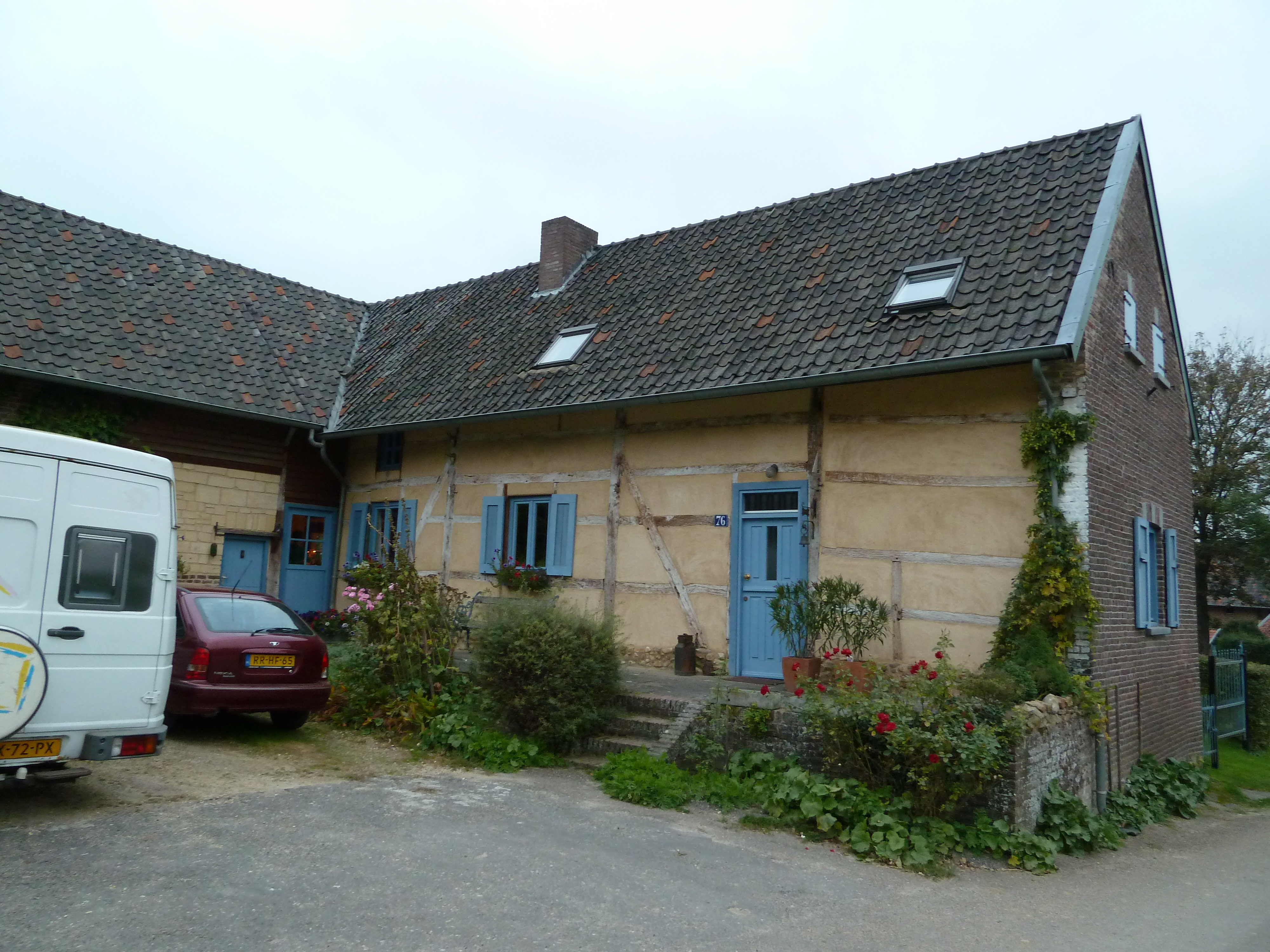
Vakwerkhuis in Pesaken (rijksmonument)
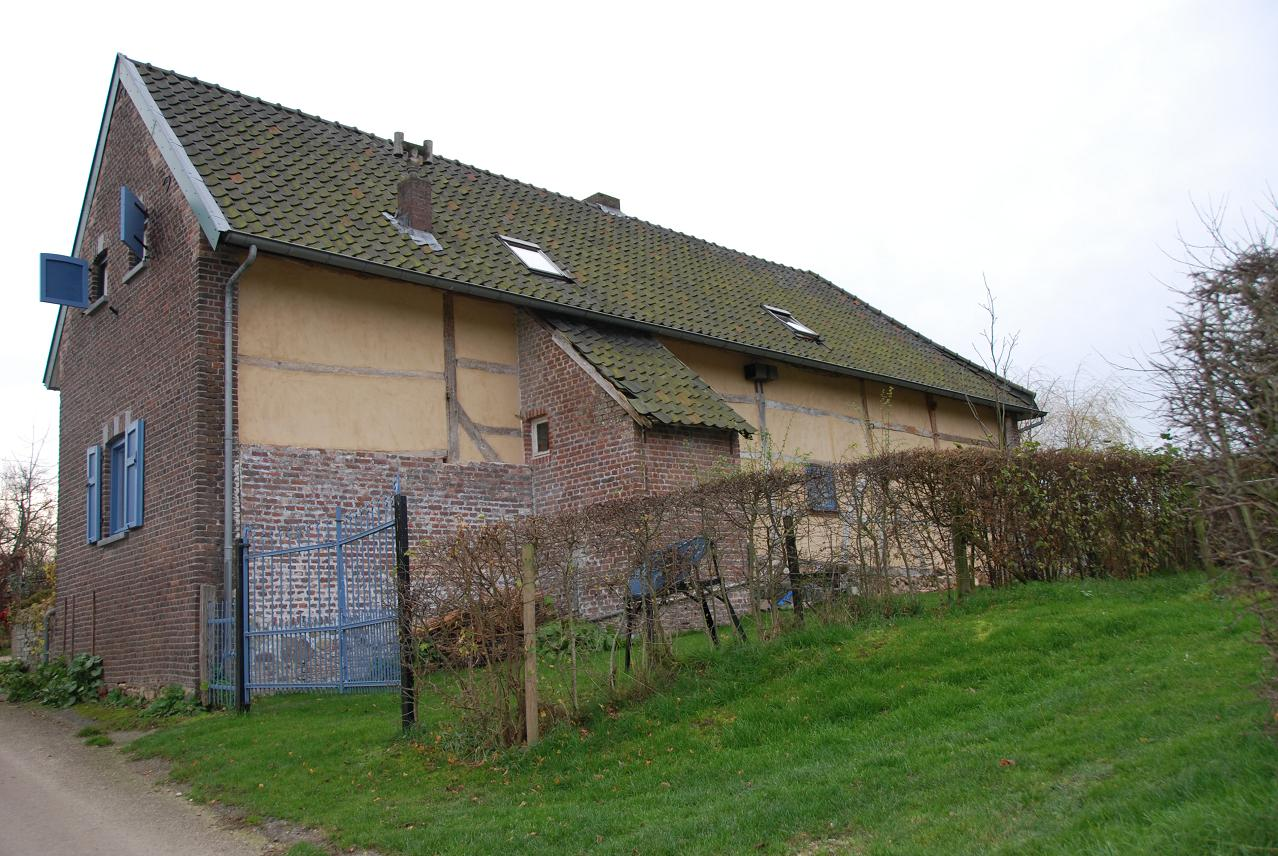
Idem
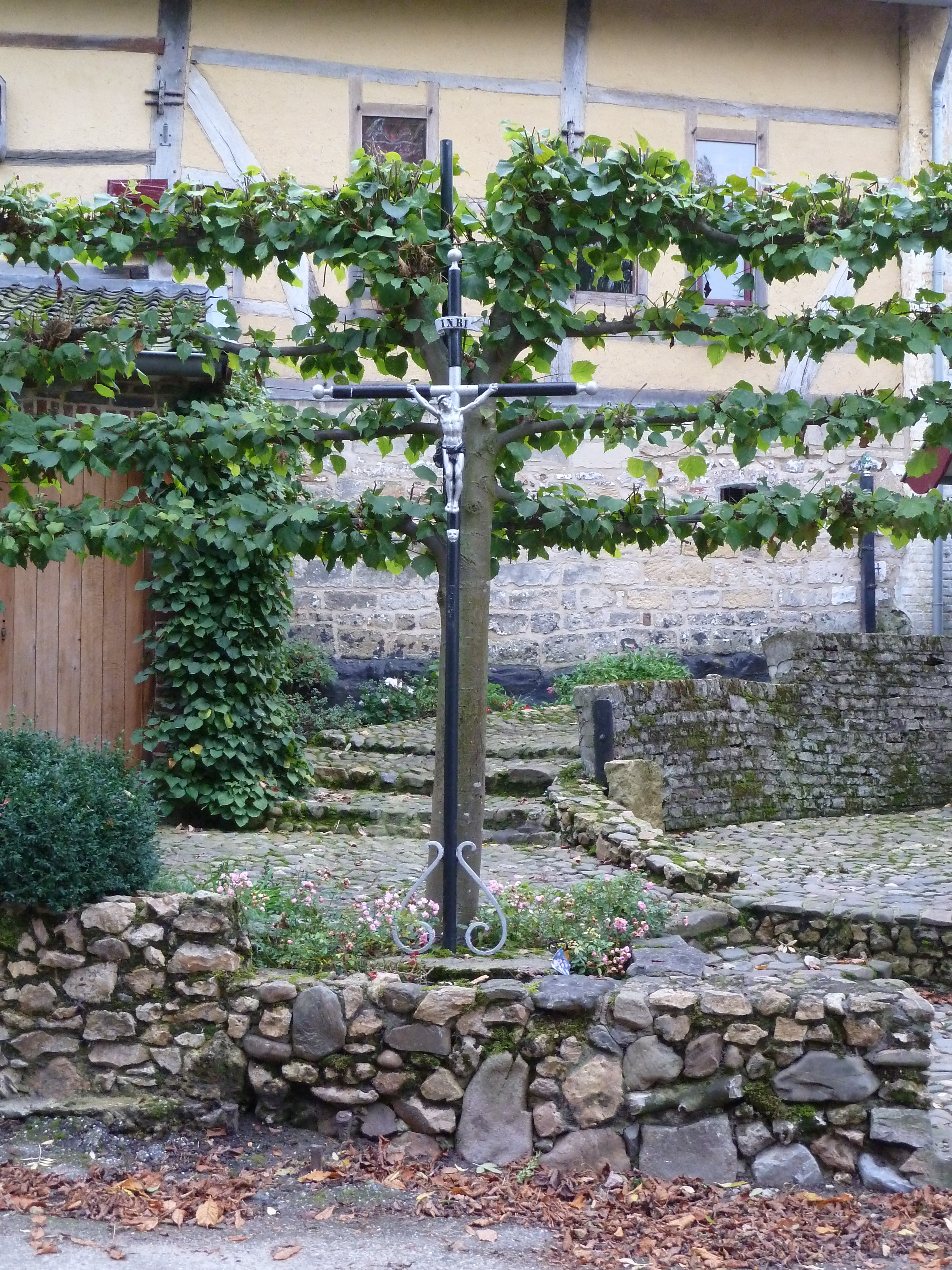
Wegkruis aan kruising Kampsweg-Pesakerweg
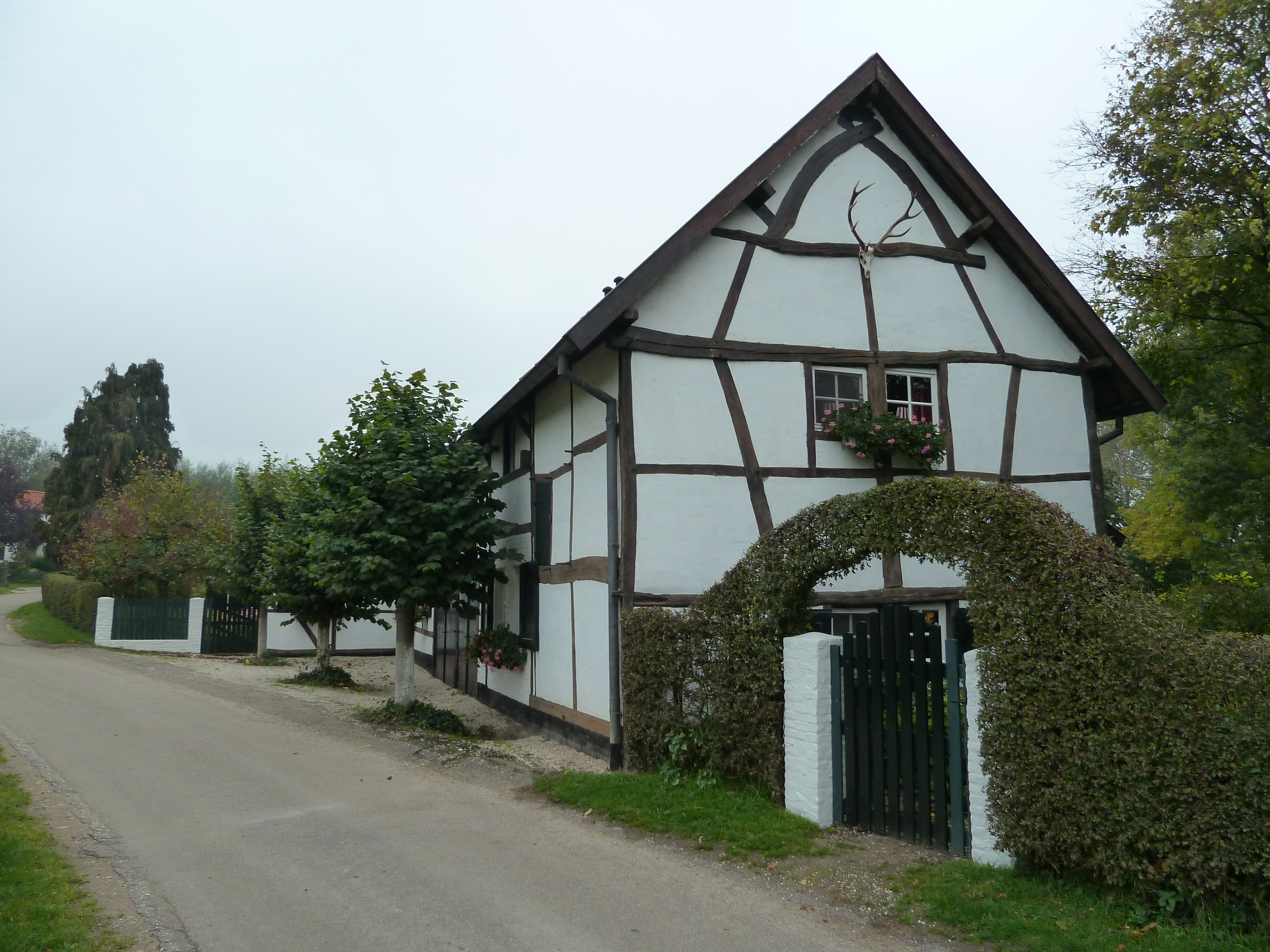
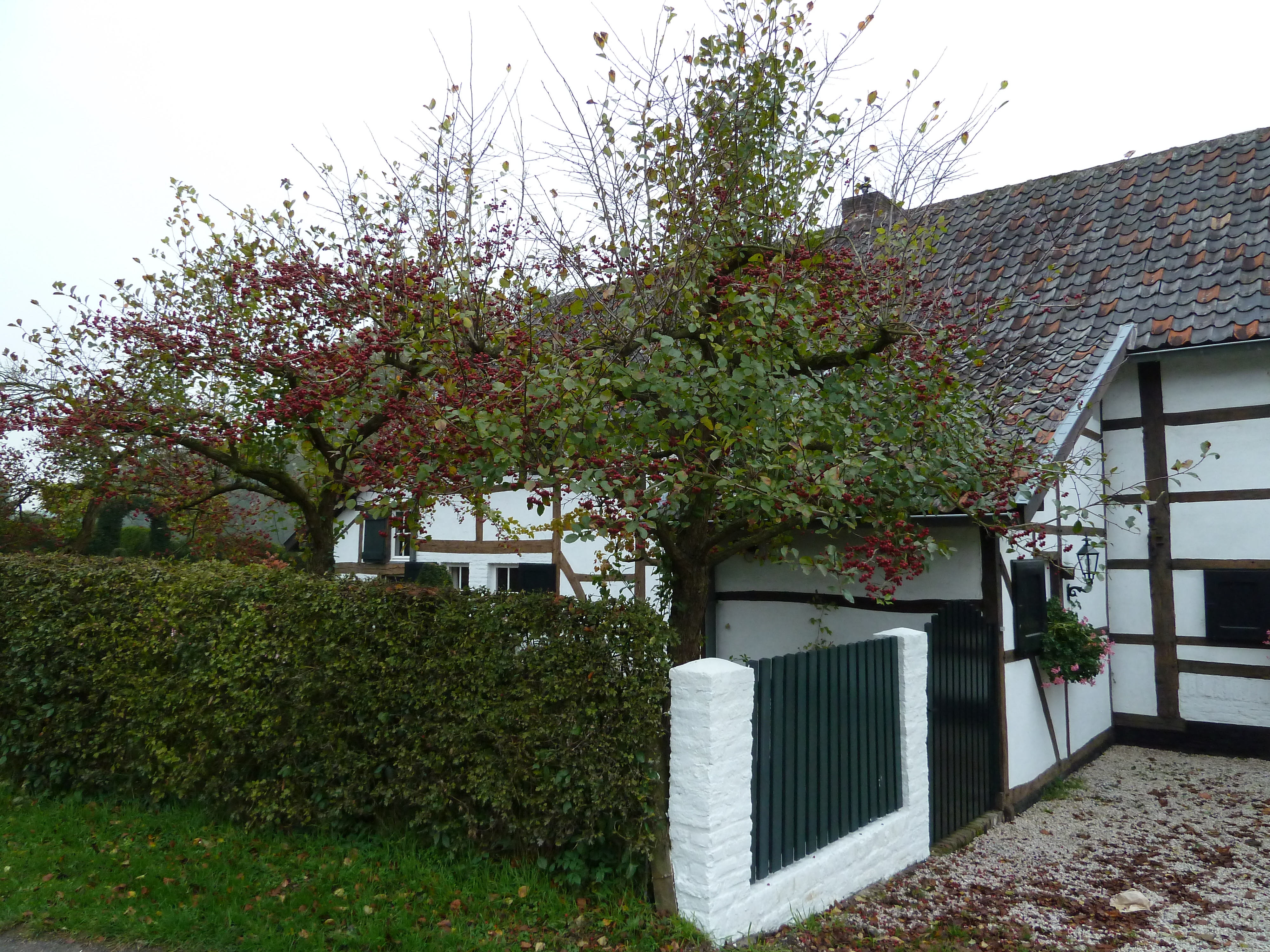